# Михалковско македонско благотворително братство
Михалковското македонско благотворително братство „Стоян Нелчинков“ е организация на бежанците от областта Македония, установили се в Михалково, Дьовленско.

## История
На общо събрание от началото на 1926 година е избрано настоятелство в състав Костадин Зъгов (председател), Георги Далгъчев (подпредседател), Иван Попдимитров (секретар), Хараламбо Костадинов (касиер), Никола Денов (домакин библиотекар), а в контролната комисия са Стоян Нихритов, Ангел Денов и Стоян Дългъчев.